# Jean Dotto
Jean Dotto (nome completo Jean-Baptiste Dotto) (Saint-Nazaire, 27 marzo 1928 – Ollioules, 20 febbraio 2000) è stato un ciclista su strada italiano naturalizzato francese il 1º settembre 1937. Professionista dal 1950 al 1963, conta la vittoria alla Vuelta a España 1955, un successo di tappa al Tour de France e uno al Giro d'Italia.

## Carriera
Professionista tra il 1950 ed il 1963, corse per la Urago, la France Sport, la Magnat, la Vampire, la St. Raphaël-Geminiani, la Libéria e la Margnat, distinguendosi come scalatore. Le principali vittorie da professionista furono una tappa al Tour de France 1954, una tappa al Giro d'Italia 1955, la Vuelta a España nel 1955 ed il Critérium du Dauphiné Libéré nel 1952 e nel 1960. Partecipò a 13 edizioni del Tour de France, ottenendo come miglior risultato il quarto posto nel 1954.

## Palmarès
- 1950

La Turbie
Monaco-Mont Angel
Marsiglia-Tolone-Marsiglia
- 1951

La Turbie
Le Mont Faron-Ligne
Grand Prix de Monaco
Nizza-Mont Angel
Grand Prix de Châteaurenard
- 1952

3ª tappa Critérium du Dauphiné Libéré
Classifica generale Critérium du Dauphiné Libéré
Le Mont Faron - Ligne
Puy de Dôme
Le Mont Faron - Chrono
Grand Prix de Monaco
Nice-Mont Angel
- 1953

Le Mont Faron - Ligne
Le Mont Faron - Chrono
Mont Coudon
Côte de Gourdon
- 1954

Le Mont Faron - Ligne
Le Mont Faron - Chrono
Mont Coudon
19ª tappa Tour de France (Briançon > Aix-les-Bains)
- 1955

Classifica generale Vuelta a España
19ª tappa Giro d'Italia (Cortina d'Ampezzo > Trento)
- 1957

Tour de Vaucluse
Monaco-Mont Angel
Ronde de Monaco
- 1960

Classifica generale Critérium du Dauphiné Libéré

## Piazzamenti

### Grandi giri
- Giro d'Italia

1955: 17º
1956: ritirato (18ª tappa)
- Tour de France

1951: 23º
1952: 8º
1953: ritirato (2ª tappa)
1954: 4º
1955: ritirato (16ª tappa)
1957: 10º
1958: ritirato (23ª tappa)
1959: 15º
1960: 35º
1961: 8º
1962: 58º
1963: 28º
- Vuelta a España

1955: vincitore
1956: ritirato (16ª tappa)
1957: 13º
1961: ritirato

### Classiche
- Milano-Sanremo

1955: 17º
- Giro di Lombardia

1950: 17º
1959: 96º
1960: 65º